# Georges Hippolyte Le Sénécal
Pour les articles homonymes, voir Sénécal.
Georges Hippolyte Le Sénécal, né le 7 août 1767 à Carpiquet, mort le 25 juillet 1836 à Baynes, est un militaire français, général de brigade français du Premier Empire.

## Biographie
Il est comme son père, contrôleur des vingtièmes à Marmande, à l'âge de 17 ans. Pendant la Révolution française, il sauve quelques victimes de la fureur populaire[Quoi ?].
En 1792, il part pour les Pyrénées, comme volontaire, est fait lieutenant pendant la campagne, sauve encore plusieurs émigrés ; entre comme lieutenant au 24e régiment de chasseurs, et y est nommé capitaine, puis chef d'escadron au choix. Le Sénécal ayant surpris les projets du représentant Dartigoeyte, trouve encore le moyen de sauver 80 personnes que cet homme destinait à l'échafaud. Son régiment étant parti pour l'Italie, il le commande pendant toute la campagne, en l'absence du colonel. Plusieurs fois, il est mis à l'ordre du jour de l'armée, notamment aux affaires de Lodi, où il trouve moyen de ramener prisonniers 800 Autrichiens, au milieu desquels il est tombé presque seul.
Il fait la campagne d'Égypte comme lieutenant-colonel se trouve à toutes les grandes affaires, est de l'expédition de Syrie avec Desaix, est nommé adjudant-général, chef d'état-major de la cavalerie, et traite de la capitulation après la mort de Kléber.
De retour à Paris, il devient chef d'état-major de Reynier, avec lequel il prend part à l'invasion du royaume de Naples et à la descente en Sicile. Il est ensuite commandant de place à Rome et à Naples. Général de brigade le  1er juillet 1809, il réussit à pacifier les Calabres, et est créé baron de l'Empire le 3 février 1813. En 1813, le général Le Sénécal conduit à la Grande Armée les réserves de l'armée de Naples, est placé à l'avant-garde du 4e corps, sous Macdonald, et prend Mersebourg par un brillant fait d'armes. Le 21 juin 1813, fait commandeur de la Légion d'honneur, mais toujours dans une quasi-disgrâce, il va commander à Magdebourg et y reste jusqu'en 1814.
Pendant la Première Restauration, il se tient à l'écart et vit de sa demi-solde, ayant pour voisin de campagne le général Grouchy.
En 1815, il est à Paris avant que Napoléon Ier y arrive. Grouchy, en partant pour poursuivre le duc d'Angoulême, prend Le Sénécal comme chef d'état-major. À Fleurus, à Waterloo, le général Le Sénécal exerce encore les mêmes fonctions auprès du maréchal Grouchy ; il le suit à l'intérieur et se remet à vivre de sa demi-solde et du produit d'une petite propriété.
La Révolution de 1830 ne l'a point tiré de son obscurité[Quoi ?]. Il devient maire de sa commune et membre du conseil d'arrondissement.

## Sources
- « Georges Hippolyte Le Sénécal », dans Charles Mullié, Biographie des célébrités militaires des armées de terre et de mer de 1789 à 1850, 1852 [détail de l’édition]